# Carmichaels
Carmichaels est un borough situé à l'est du comté de Greene, en Pennsylvanie, aux États-Unis,. En 2010, il comptait une population de 483 habitants. Le borough est incorporé en 1855.

## Démographie
Lors du recensement de 2010, le borough comptait une population de 483 habitants. Elle est estimée, en 2019, à 467 habitants.

### Source de la traduction
- (en) Cet article est partiellement ou en totalité issu de l’article de Wikipédia en anglais intitulé « Carmichaels, Pennsylvania » (voir la liste des auteurs).